# 旭輝控股
旭輝控股（集團）有限公司（港交所：0884）是一家中國房地產開發商，主要在北京、上海等地從事房地產開發。旭輝控股在2000年成立，總部設於上海。

## 沿革
2012年11月，旭輝控股在香港進行公開招股，招股價為1.33至1.65港元，發售12.55億股股份。
2015年5月17日旭輝控股與香港置地子公司「香港置地中國」成立各佔一半股權成立合營公司，共同開發上海浦東陸家嘴洋涇社區大型綜合地產項目佔地約8.718萬平方米，總建築面積約22.7萬平方米的 地產項目。項目總投資金額估計為73億元（人民幣‧下同）
2017年1月16日旭輝控股以公司股權轉讓方式，斥资15.88億港元，向信德集團收購赤柱舂磡角道44至50號（雙號）及海天徑1號項目，合共提供5幢洋房，以5幢洋房總實用面積26,369平方呎計算，實用呎價約5.69萬元。
2017年6月14日旭輝控股以約6.645億港元，向宏安集團收購油塘四山街13及15號50%權益，項目土地面積41,080平方呎，可建樓面面積約27.2萬平方呎。2021年3月，集团公布2020年营业收入数据，其中营收增长至718亿元。
2022年11月1日，旭辉集团发布公告，宣布停止向美元债券的债权人兑付本息，并表示将停止偿还该公司所有美元债券的本金和利息。这意味着旭辉集团正式宣告暴雷。

## 外部連結
- 旭輝控股公司網頁 （页面存档备份，存于）
- 旭輝控股招股章程 （页面存档备份，存于）